# Биатлонная установка

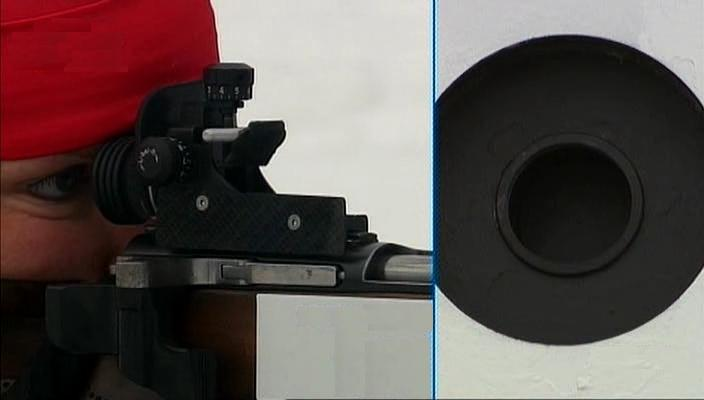
Биатлонная установка

Биатло́нная устано́вка состоит из следующих элементов:
- Белый металлический щит с 5 отверстиями
- Подвижная рама с 5 отверстиями
- Неподвижная рама с 5 отверстиями
- Датчик попадания

Для стрельбы из положения лёжа подвижная рама заслоняет собой неподвижную, уменьшая диаметр цели до 4,5 см. Для стрельбы из положения стоя подвижная рама смещается, диаметр мишеней становится равен 11,5 см. В современных установках попадание в цель фиксируется специальным сенсором, который передаёт информацию о попадании в компьютер.

## Типы мишеней
Мишени на современных биатлонных установках бывают двух видов: бумажные и металлические. На всех официальных соревнованиях по биатлону сейчас используются только металлические. На тренировках используют как металлические, так и бумажные мишени, в зависимости от значимости конкретной тренировки. При пристрелке оружия всегда используются дешёвые бумажные мишени.

## Типы установок
Существует два вида биатлонных установок — механические (необходимо перезаряжать вручную) и электронные (перезаряжаются автоматически). Механизм действия установок обоих видов одинаков: когда пуля попадает в чёрный металлический диск, тот от удара опрокидывается назад и заменяется белым диском либо, в некоторых установках, диск белого цвета падает сверху, закрывая собой чёрный. На всех международных соревнованиях по биатлону сейчас используются только электронные установки.

## История
Во времена зарождения биатлона участники соревнований стреляли по кругу, изображённому в центре силуэта человека. Диаметр круга составлял 25 см для стрельбы из положения лёжа и 35 см для стрельбы из положения стоя. За непопадание в круг наказывали минутой штрафа, а за непопадание в силуэт — двумя. Мишени были чаще всего бумажными, и окончательные результаты стрельбы определялись нередко лишь после финиша, а именно: спортсмен проводил серию выстрелов и уходил на лыжню, специальный судья в траншее снимал мишень, нумеровал её и ставил следующую. Простые подсчёты показывают, что в случае участия в индивидуальной гонке 100 участников общее количество мишеней было 400.
На первых официальных соревнованиях мишени всё ещё имели вид силуэта. При такой системе возникало множество спорных моментов — например, при попадании в линию выстрел могли как засчитать, так и не засчитать. С целью избежать спорных ситуаций проводили эксперименты по внедрению новых видов мишеней. Так, некоторое время биатлонисты стреляли по воздушным шарикам — резиновым камерам, расположенным позади металлического щита. Однако при такой системе пуля, пробив одну мишень-шарик, могла затем рикошетом от задней стенки поразить ещё одну цель.
Разработчики в Советском Союзе изобрели стеклянные мишени. В 1974 году Саратовский стекольный завод наладил выпуск специальных стёкол, которые при попадании пули не разбивались вдребезги (что было бы сопряжено с риском повредить соседнюю мишень), а стекали, будто оплавляясь. Однако это изобретение не получило распространения из-за сложностей в транспортировке таких мишеней, а также из-за увеличившейся программы соревнований. К тому времени на официальных соревнованиях начал проводиться спринт. С Чемпионата мира по биатлону 1981 года для стрельбы начали использовать чёрные металлические диски, которые при попадании в мишень закрываются автоматически. В середине 1990-х годов была создана современная система с электронно-механическими дисками и компьютерным анализом полученных результатов. Датчик импульсов срабатывает при ударе пули о чёрный диск.